# Richard Fiedler (Ingenieur)
Richard Fiedler (* 19. Jahrhundert; † 20. Jahrhundert) war ein deutscher Ingenieur und Erfinder.

## Leben
Fiedler studierte vor dem Ersten Weltkrieg Ingenieurwesen und arbeitete als Ingenieur in Berlin. Die Wiederentdeckung und Entwicklung des ersten modernen Flammenwerfers im neuzeitlichen Sinne wird ihm zugeschrieben. Ausgangspunkt war seine Beschäftigung mit dem Entwurf von Düsen für das Sprühen von Flüssigkeiten.
Fiedler war ursprünglich in Berlin-Weißensee auf Volksfesten mit dem „Brennenden See“ aufgetreten, wobei er eine brennbare Flüssigkeit auf eine Wasserfläche goss und entzündete. Im Jahr 1901 erhielt er ein erstes Patent, wandte er sich mit einem Prototyp seines Flammenwerfers an die deutsche Armee und erhielt eine Finanzierung der Weiterentwicklung. 1905 präsentierte er seinen Flammenwerfer dem Preußischen Ingenieurs-Komitee beim Garde-Pionier-Bataillon in Berlin, die weitere Verbesserungen vorschlugen.
Unabhängig von Fiedler hatte Bernhard Reddemann (1870–1938) mit der Entwicklung von Flammenwerfern begonnen, angeregt durch Berichte über Kerosinpumpen, die die Japaner bei Port Arthur gegen Bunker eingesetzt hatten. Fiedler und er trafen sich erstmals 1908 und kooperierten zu Beginn des Ersten Weltkriegs bei der Weiterentwicklung der Flammenwerfer. Reddemann brachte es im Krieg bis zum Major bei den Pionieren, war Brandmeister bei der Feuerwehr in Breslau und Leipzig sowie Autor einschlägiger Bücher zur Brandbekämpfung. Nach dem Krieg schrieb er ein Buch über die Geschichte der Flammenwerfer.
Fiedler gründete in Berlin die nach ihm benannte Fiedler Flammenapparate G.m.b.H., deren Geschäftsführer er bis 1917 war. Seine Nachfolger wurden Hauptmann Arthur von Steynitz, Kaufmann Arthur Bock und Kaufmann Kurt Mayen. Er hielt insgesamt 11 deutsche Patente auf Flammenwerfer, beginnend 1901 und zuletzt 1918 für einen Flammenwerfer in Flugzeugen.